# Domeykoa saniculifolia
Domeykoa saniculifolia är en flockblommig växtart som beskrevs av Mildred Esther Mathias och Lincoln Constance. Domeykoa saniculifolia ingår i släktet Domeykoa och familjen flockblommiga växter. Inga underarter finns listade i Catalogue of Life.